# 渡邊利道
渡邊 利道（わたなべ としみち、1969年 -）は、日本のSF作家、文芸評論家。日本SF作家クラブ会員。

## 経歴・人物
愛知県生まれ、大阪府育ち、東京都在住。家庭に恵まれず育ち、中学卒業後は高校進学せずに肉体労働に従事。22歳で腎臓病を発症し、腎移植を受ける。フランス書院のポルノ小説や漫画原作の仕事を請け負った経験も持つ。

## 受賞歴
- 2011年、「独身者たちの宴 上田早夕里『華竜の宮』論」で第7回日本SF評論賞〈優秀賞〉を受賞。
- 2012年、「エヌ氏」で第3回創元SF短編賞〈飛浩隆賞〉を受賞。

## 作品・記事

### 小説
- 「揚羽蝶が砕けた夜」(WEBマガジン『SF Prologue Wave』2012年11月20日号（日本SF作家クラブ主宰） 寄稿）
- 「抜け穴」(ショートショート作品)（『人工知能学会誌』第28巻5号 2013年5月 寄稿）
  - のち『人工知能の見る夢は AIショートショート集』（2017年3月 文春文庫）に収録された。
- 「エヌ氏」（『ミステリーズ!』Vol.90、2018年8月10日発行 掲載）

#### 同人誌掲載作
- 「家族サアカス」（『幻視社』第五号 [死者 / 使者]、2010年）
- 「臨海電車」（『幻視社』第六号 [体液 / 液体]、2012年）
- 「倒れるものすべて」（『幻視社』第七号 [未来 / 味蕾]、2013年）
- 「シャーロットに薔薇を」（『幻視コレクション 想い焦がれる追憶の行方』雲上回廊、2014年5月5日）
- 「俺様と俺」（『Spiklenci slasti』悦楽共犯社、2014年11月24日 2015年2月、密林社より再版）

### 評論
単著評論
- 「独身者たちの宴 ――上田早夕里『華竜の宮』論」（『S-Fマガジン』2012年5月号 掲載）
- 「受け継いだものと切り開いたもの」（『SFマガジン』2013年5月号 特集：《星界》シリーズ特集 寄稿）
- 「小説製造機械が紡ぐ数学的《構造》の夢について――《北海道SF》としての円城塔試論」（岡和田晃編『北の想像力 《北海道文学》と《北海道SF》をめぐる思索の旅』、2014年5月 寄稿）

#### 書評
- 「アーサー・C・クラーク (ガイド特集 この20人、この5作)」（共著、『S-Fマガジン』2012年9月号 掲載）
- 「ケイト・ウィルヘルム 邦訳作品総解説」（共著、『トーキングヘッズ叢書（TH Series）』No.75、2018年7月31日 掲載）
- 「アーシュラ・K・ル・グィン 主要邦訳作品ブックガイド」（共著、『S-Fマガジン』2018年8月号 掲載）

#### 小説解説
- レイ・ヴクサヴィッチ『月の部屋で会いましょう』（東京創元社、2014年7月）
- ラヴィ・ティドハー『完璧な夏の日〈下〉』（創元SF文庫、2015年2月）
- アン・レッキー『叛逆航路』（創元SF文庫、2015年11月）
- マーク・ホダー『月の山脈と世界の終わり 下』（東京創元社、2016年1月）
- ピーター・ワッツ『エコープラクシア 反響動作』（創元SF文庫、2017年1月）
- キム・スタンリー・ロビンスン『ブルー・マーズ 下』（創元SF文庫、2017年4月）
- シルヴァン・ヌーヴェル『巨神計画 下』（創元SF文庫、2017年5月11日）
- アーサー・C・クラーク『地球幼年期の終わり【新版】』（創元SF文庫、2017年5月27日）
- ジョー・ウォルトン『わたしの本当の子どもたち』（創元SF文庫、2017年8月）
- ムア・ラファティ『六つの航跡 下』（創元SF文庫、2018年10月）